# Euphorbia acanthothamnos
Euphorbia acanthothamnos Heldr. & Sart. es una especie de fanerógama perteneciente a la familia Euphorbiaceae.

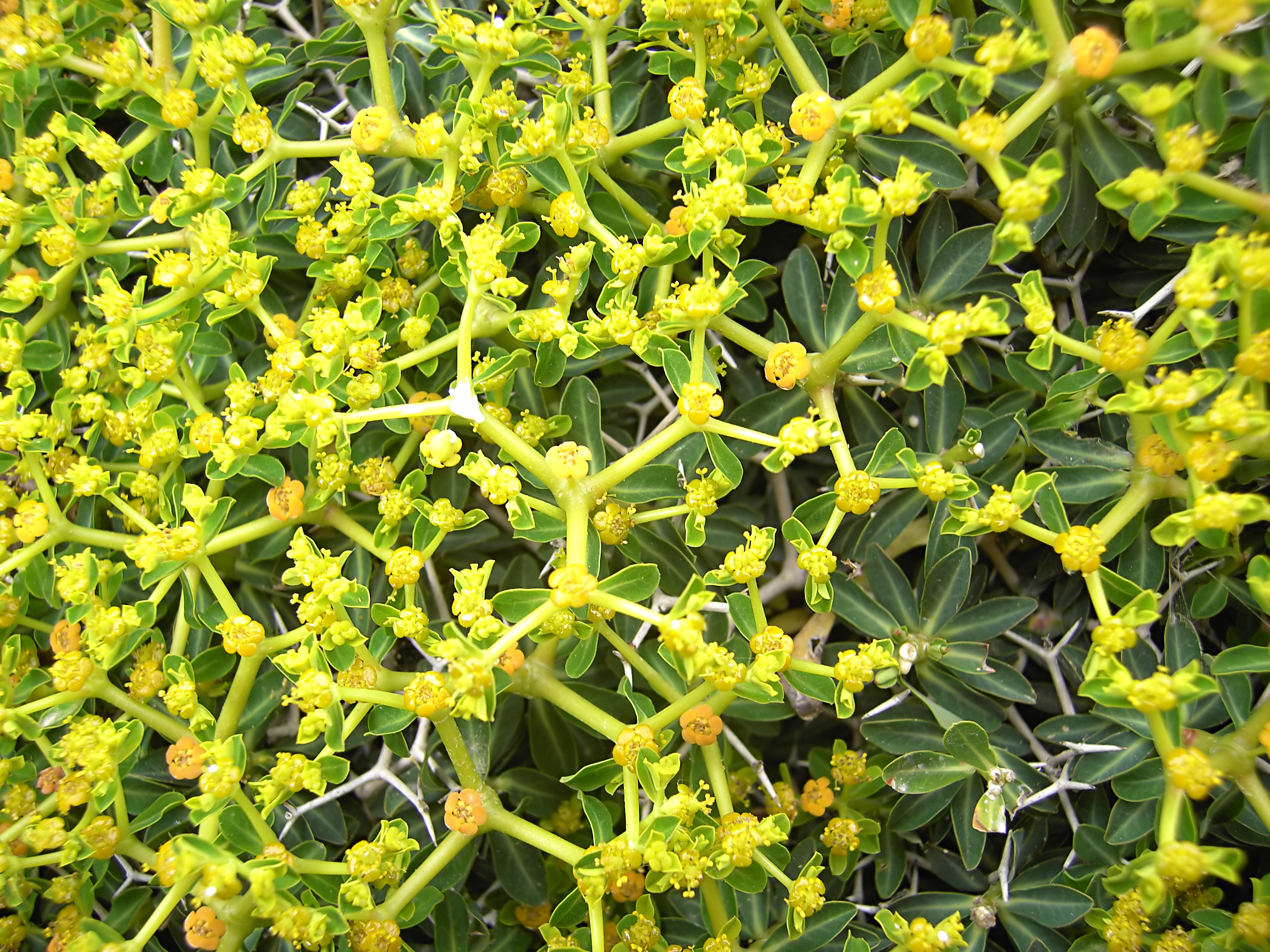
Detalle de las flores

## Descripción
Es un arbusto que alcanza los 30 cm de altura. Forma un cojín espinoso que florece de marzo a junio. Crece principalmente en zonas de piedra caliza.

## Distribución
Es endémica del Mediterráneo oriental (Creta, Grecia, Turquía). Crece desde el nivel del mar a más de 2000 m.

## Taxonomía
Euphorbia acanthothamnos fue descrito por Heldr. & Sart. ex Boiss. y publicado en Diagnoses Plantarum Orientalium Novarum, ser. 2, 4: 86. 1859.
Etimología
Ver: Euphorbia Etimología
acanthothamnos: epíteto que significa "arbusto espinoso" en griego. Una descripción exacta.
sinonimia
- Tithymalus acanthothamnos (Heldr. & Sart. ex Boiss.) Soják	[3][4]